# Methylprednisolon

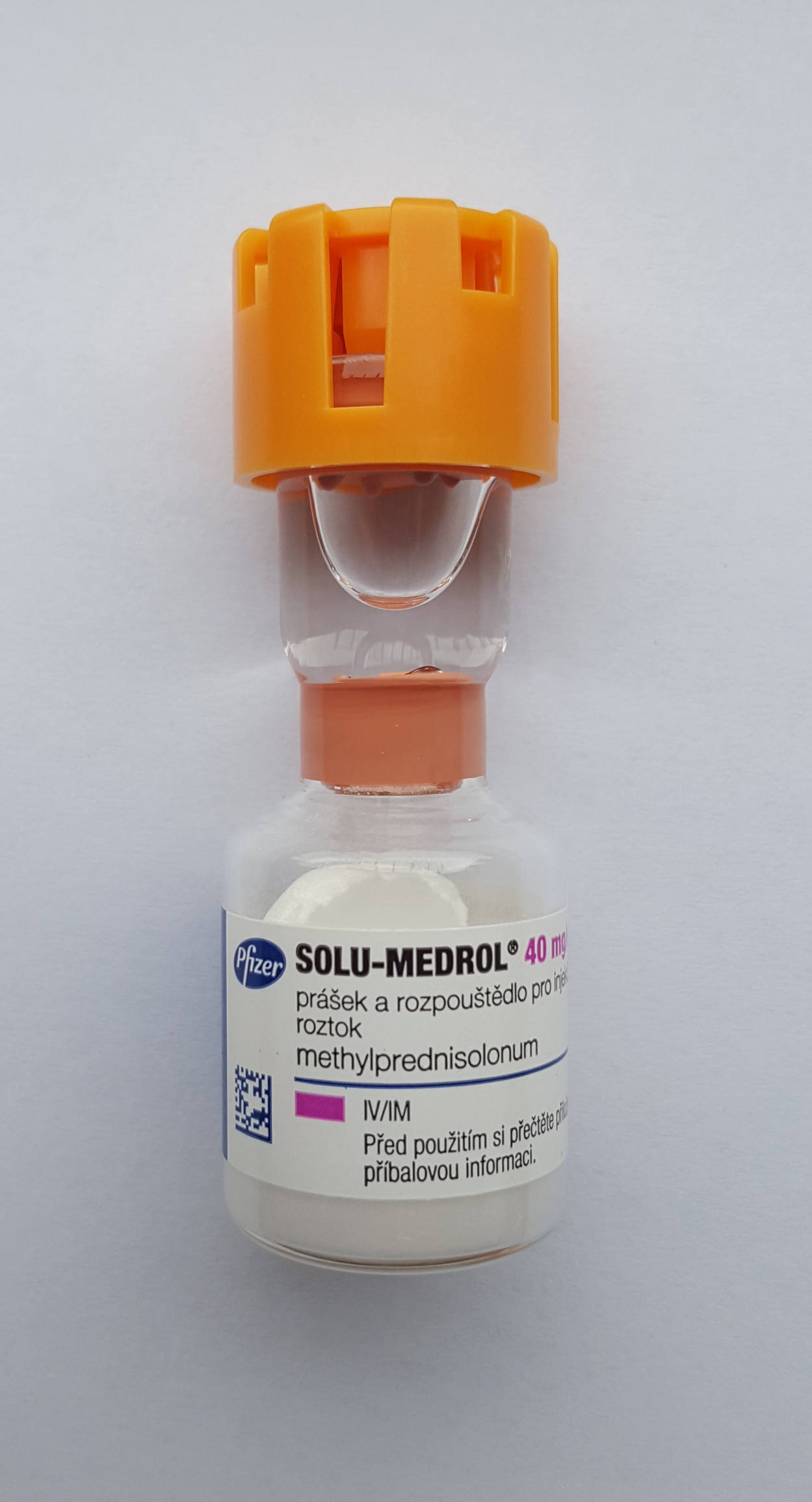
lahvička 40mg methylprednizolonu

Methylprednisolon (anglicky: Methylprednisolone) je syntetický kortikosteroid ze skupiny glukokortikoidů, který se v medicíně používá pro své imunosupresivní a protizánětlivé účinky. Používá se k léčbě některých forem artritidy, kožních poruch, onemocnění krve, ledvin, očí, štítné žlázy, střev (například ulcerózní kolitidy), těžkých alergií a astmatu. Methylprednisolon se rovněž používá k léčbě některých typů rakoviny (leukemie a lymfomy). Chemicky je podobný hormonu produkovanému nadledvinami a je proto indikován k léčbě příznaků způsobených prudkým poklesem hladiny steroidů v těle (například Addisonova choroba). Indikován je také v některých případech traumatického poranění míchy. V různých zemích světa je dostupný pod rozličnými názvy, mezi něž patří Phocenta, Medrol, Solu-Medrol, Depo-Medrol a Cadista.